# Harpener Teiche
Die Harpener Teiche, auch Werner Teiche genannt, sind zwei Stillgewässer an der Grenze zwischen den Bochumer Stadtteilen Harpen und Werne in der Nähe des Einkaufszentrums Ruhr-Park. Ursprünglich als Klärteiche des Bergbaus angelegt, sind sie heute ein Naherholungsgebiet.
Der nördliche Teich ist 230 Meter breit und 180 Meter lang, der südliche maximal 140 Meter breit und 460 Meter lang. Zwischen den beiden Teichen führt ein Wanderweg zum ehemalige Standort der Halde der Zeche Robert Müser.
Der Harpener Bach speiste ursprünglich allein die beiden Wasserflächen.

## Grubenwasser

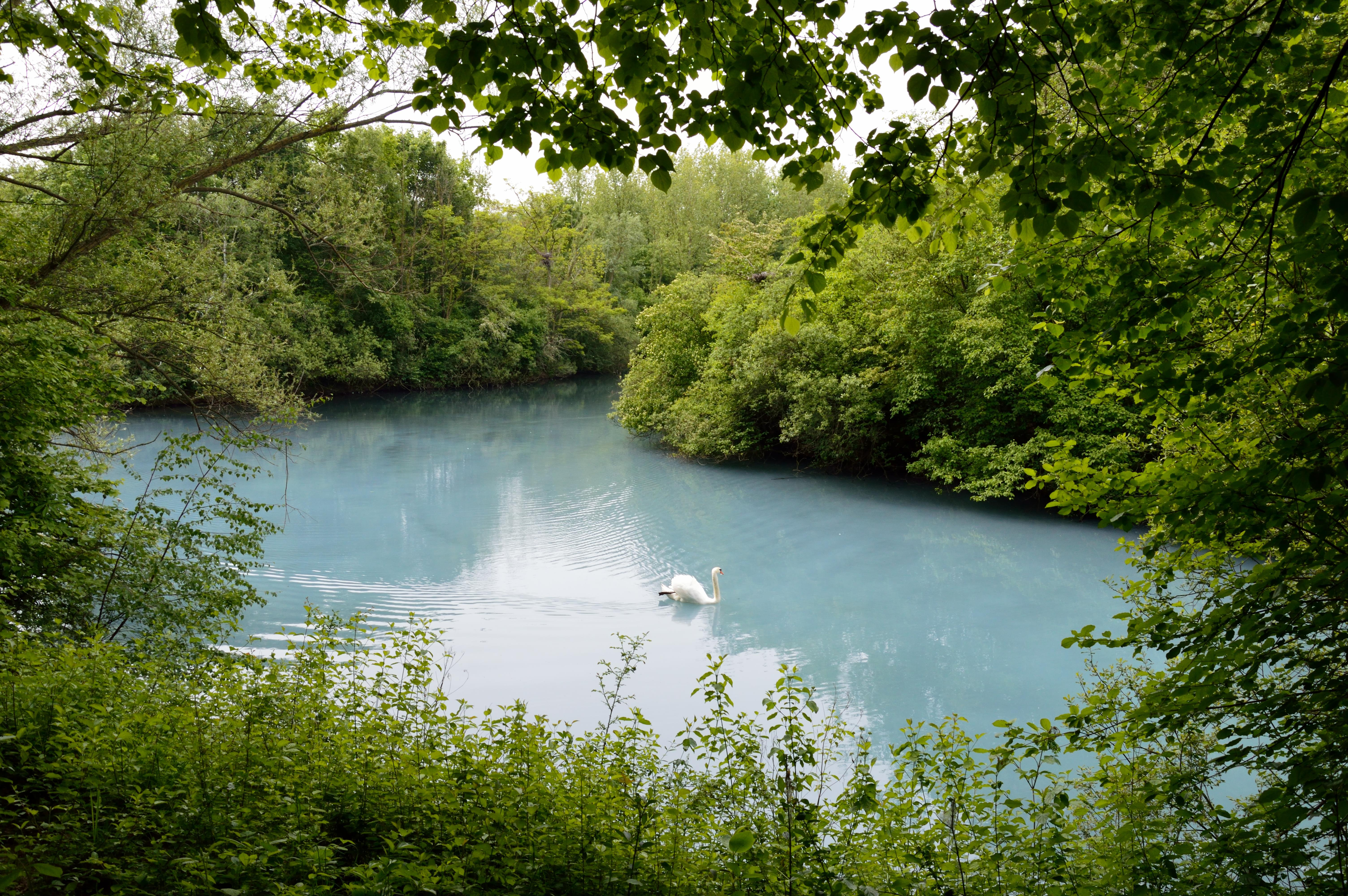
Milchige Trübung durch das Grubenwasser der Zeche Robert Müser

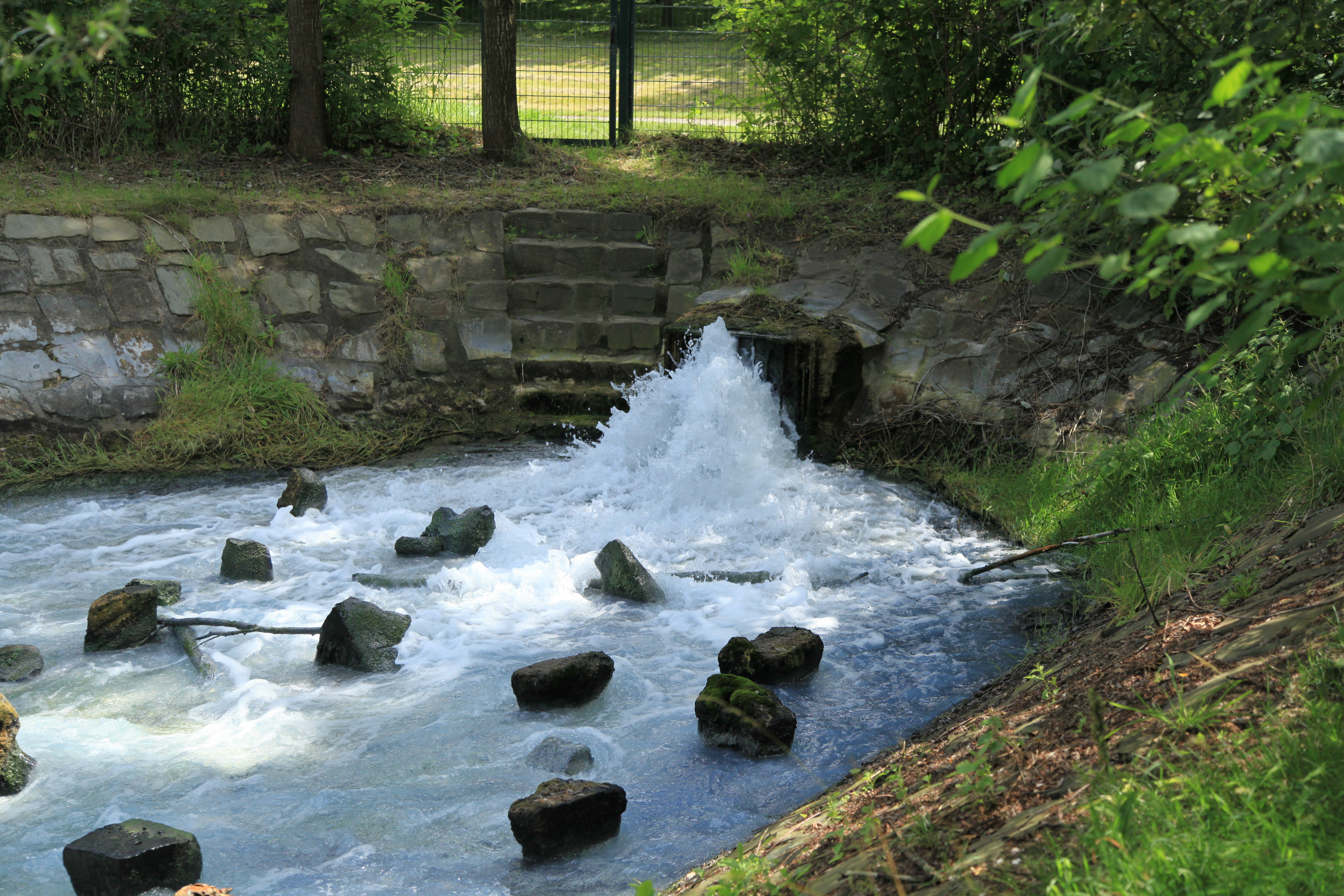
Zufluss des Grubenwassers

Die Harpener Teiche dienten lange Zeit als Klärbecken für die Abwässer der Zeche Robert Müser, z. B. zum Absetzen von Kohlenschlamm aus der Kohlenwäsche.
Nach der Stilllegung der Zeche wurde die Grubenwasser-Pumpstation zu einer von drei zentralen Pumpstationen für den Einzugsbereich der Ruhr ausgebaut.
Damit das in den alten Bergwerken anfallende Wasser nicht unkontrolliert mit dem Grundwasser in Kontakt kommt, wird es in einer Tiefe von 550 m abgepumpt und über den Harpener Bach und den Oelbach dem Klärwerk Oelbachtal zugeführt.
Jährlich Fallen hier etwa 7,8 Mio m³ Grubenwasser an, damit ist dies der Haupt-Zufluss zu den Harpener Teichen.
Das geförderte Grubenwasser ist ca. 28 °C warm und enthält eine erhebliche Menge an mineralischen Stoffen (Chloridgehalt bis zu 40 Gramm pro Liter, darunter auch der sehr geruchsintensive Schwefelwasserstoff).
Dies führt zu einer milchig trüben Einfärbung des eingeleiteten Wassers und zuweilen auch zu Geruchsbelästigungen.
Die Temperatur des Grubenwassers wird genutzt, um über Wärmetauscher zwei Schulen und die nahe gelegene Feuerwache zu heizen. In das Grubenwasser wird Wasserstoffperoxid eingeleitet, um so die Geruchsbelästigung durch Schwefelwasserstoff zu reduzieren.

## Flora und Fauna
Der hohe Chloridgehalt und die konstant hohe Temperatur des Grubenwassers begünstigen an der Einleitungsstelle eine besondere Flora und Fauna.
Am Teich brüten Stockenten, Teich- und Blässrallen, Haubentaucher und Schwäne. Außerdem können Graureiher sowie Mehl- und Rauchschwalben beobachtet werden. Die Stadt Bochum hat entlang des Weges Bänke aufgestellt sowie den Hochzeitswald angelegt.
Der Bochumer Botanische Verein hat 2009 die Artenvielfalt an den Harpener Teichen untersucht und an seltenen und bemerkenswerten Tieren den Rotmilan, die Feldlerche und die Ameisengrille sowie bei den Pflanzen die Sand-Segge, die Büschel-Nelke und die Frosch-Binse nachgewiesen.

## Renaturierung des Harpener Bachs

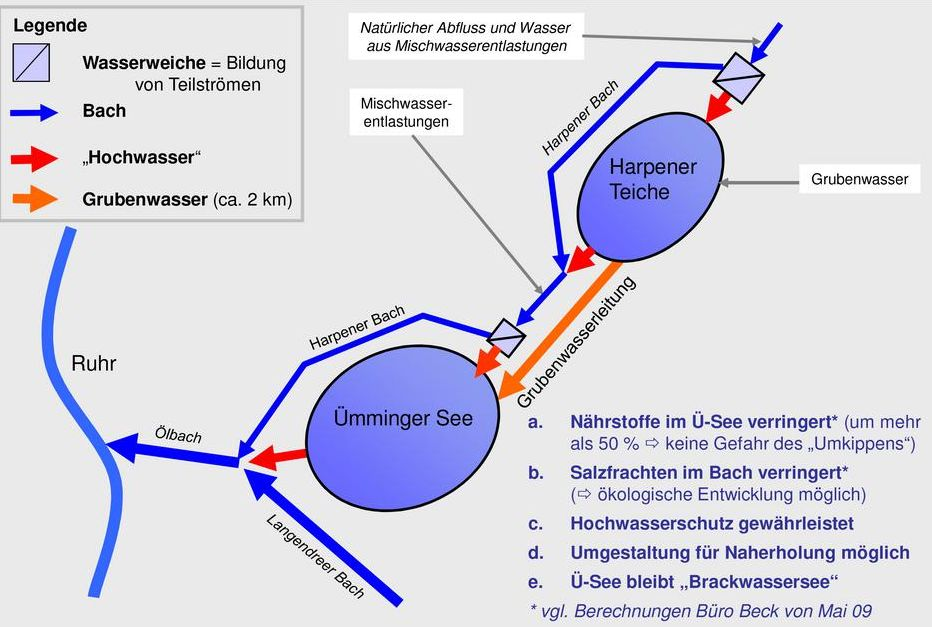
Rahmenkonzept: Umbau des Harpener Bachs (Quelle: Stadt Bochum)

Nach der Europäischen Wasserrahmenrichtlinie müssen Gewässer in ihren natürlichen Zustand zurück versetzt werden. Hierzu wurde der Harpener Bach in ein neues Bachbett am Rande der Teiche verlegt, so dass er normalerweise nicht mehr mit dem Grubenwasser in Berührung kommt. Die Harpener Teiche werden somit nur noch durch Grubenwasser gespeist. 
Um zu verhindern, dass belastetes Grubenwasser in den Harpener Bach gelangt, wurde der Auslauf der Harpener Teiche mit einem Damm gegenüber dem Harpener Bach abgeriegelt und das Wasser über eine unterirdische Rohrleitung direkt in den Ümminger See geleitet.
Auch im weitern Verlauf des Harpener Bachs sollen Bachwasser und Grubenwasser nach Möglichkeit getrennt werden.